# Strmoglavci
Strmoglavci (znanstveno ime Sulidae) so družina morskih ptic iz reda veslonožcev, razširjena predvsem po tropskih oceanih. Ime so dobili po načinu lova, pri katerem na veliki višini oprezajo za jatami rib in se strmoglavo poženejo za njimi v vodo, pri čemer se lahko potopijo tudi 10 m in več. Ta način sicer ni značilen za vse vrste, nekatere lovijo tudi v plitvih vodah.

## Telesne značilnosti
So veliki ptiči, ki zrastejo 60 do 85 cm v dolžino in okrog metra in pol prek peruti. Te so dolge, ozke in zašiljene, značilen pa je tudi dolg rep, ki ima obliko romba – zunanja repna peresa so krajša od sredinskih. Telo je izjemno vitko in spominja na torpedo, kar zmanjšuje vodni upor med potapljanjem. Zaradi tega imajo proporcionalno manjše letalne mišice od ptic podobne velikosti.
Imajo čokate noge s plavalno kožico med prsti. Ta je pri nekaterih strmoglavcih živobarvna in jo uporabljajo pri dvorjenju. Tudi kljun je pogosto vpadljivo obarvan, dolg in koničast, z žagastim robom. Zgornji del ima navzdol zakrivljeno konico. Posebnost je, da se nosnice odpirajo v notranjost kljuna, kar prepreči vdor vode med silovitim padcem v morje. Oči so obrnjene rahlo naprej in imajo razmeroma široko polje binokularnega vida.
Operjenost je večinoma bela ali svetlorjava oz. svetlosiva s temnimi konicami kril in običajno tudi repom. Večina vrst ima temen vzorec na obrazu. Golitev je postopna.

## Ekologija in razširjenost
Večina vrst je razširjena po tropskih in subtropskih oceanih, nekaj pa jih živi tudi v zmernem pasu. Za razliko od cevonoscev se običajno zadržujejo bližje celinam. Prehranjujejo se s srednje velikimi ribami, kot so skuše in sardele, ter drugimi morskimi organizmi, kot so glavonožci. Pogosto lovijo v skupinah, pri čemer se s srednje višine poganjajo v vodo. Če se plen izogne začetnemu napadu, ga lahko strmoglavec preganja z mahanjem s perutmi in nogami tudi več kot 20 m globoko. Nekatere vrste za razliko od tega lovijo s potapljanjem v plitvejših vodah, podobno kot kormorani.
Gnezdijo v skupinah na tleh. V Evropi gnezdi le strmoglavec, na pečinah ob obalah severnega Atlantika. Osebki se po gnezditvi razpršijo proti jugu, občasno pa kakšnega zanese tudi proti vzhodnejšim predelom Sredozemlja. Dvakrat so bili opaženi tudi s slovenskega ozemlja.

## Seznam vrst
| Ime                                      | Slika | Območje razširjenosti |
| ---------------------------------------- | ----- | --- |
| strmoglavec (Morus bassanus)             |       | Zahodna Evropa in Severna Amerika                                                                                              |
| kapski strmoglavec (Morus capensis)      |       | obale zahodne in jugozahodne Afrike                                                                                            |
| Morus serrator oz. Sula bassana          |       | Avstralija in Nova Zelandija                                                                                                   |
| Papasula abbotti                         |       | Božični otok |
| Sula nebouxii                            |       | vzhodni Tihi ocean od Kalifornije do Galapaških otokov in južno v Peru                                                         |
| zakrinkani strmoglavec (Sula dactylatra) |       | tropski oceani med 30. vzporednikom severno in 30. južno                                                                       |
| Sula granti                              |       | vzhodni Tihi ocean od otokov v Kalifornijskem zalivu do Galapaških otokov, Isla de la Plata v Ekvadorju in Malpelo v Kolumbiji |
| rjavi strmoglavec (Sula leucogaster)     |       | tropski predeli Atlantskega in Tihega oceana                                                                                   |
| rdečenogi strmoglavec (Sula sula)        |       | tropski predeli svetovnih oceanov razen vzhodnega Atlantika in jugovzhodnega Pacifika                                          |
| Sula variegata                           |       | zahodne obale Južne Amerike od Peruja do Čila                                                                                  |